# 趙睿 (嘉靖進士)
趙睿（？—？），字若思，直隸寧國府涇縣人，民籍，明朝政治人物。

## 生平
嘉靖二十八年（1549年）己酉科應天府鄉試第六十五名舉人。嘉靖四十一年（1562年）中式壬戌科會試第三十五名，三甲第六十七名進士。授蕭山縣知縣。

## 家族
曾祖趙孟緣；祖父趙渙，曾任府通判；父趙旃。母王氏。慈侍下。